# Lijst van personen uit Bremen
Deze lijst geeft een overzicht van personen die geboren en/of overleden zijn in de Duitse stad Bremen en een artikel hebben op de Nederlandstalige Wikipedia. De lijst is gerangschikt naar geboortedatum. Indien elders geboren staat mits bekend de geboorteplaats vermeld.

## Geboren in Bremen

### Voor 1800
- Johannes Coccejus (1603-1669), protestants theoloog
- Henry Oldenburg (ca. 1618-1677), natuurfilosoof en diplomaat
- Ulrik Frederik Gyldenløve (1638-1704), Deens generaal
- Joachim Neander (1650–1680), predikant en componist/tekstdichter
- Johann Baring (1697-1748), Duits-Engels koopman
- Heinrich Wilhelm Olbers (1758–1840), astronoom en arts
- Blasius Merrem (1761–1824), ornitholoog en herpetoloog
- Gottfried Menken (1768-1831), protestants predikant
- Gottfried Reinhold Treviranus (1776-1837), arts en natuurvorser
- Georg Gottfried Treviranus (1788-1868), opwekkingsbewegingspredikant

### 1800–1899

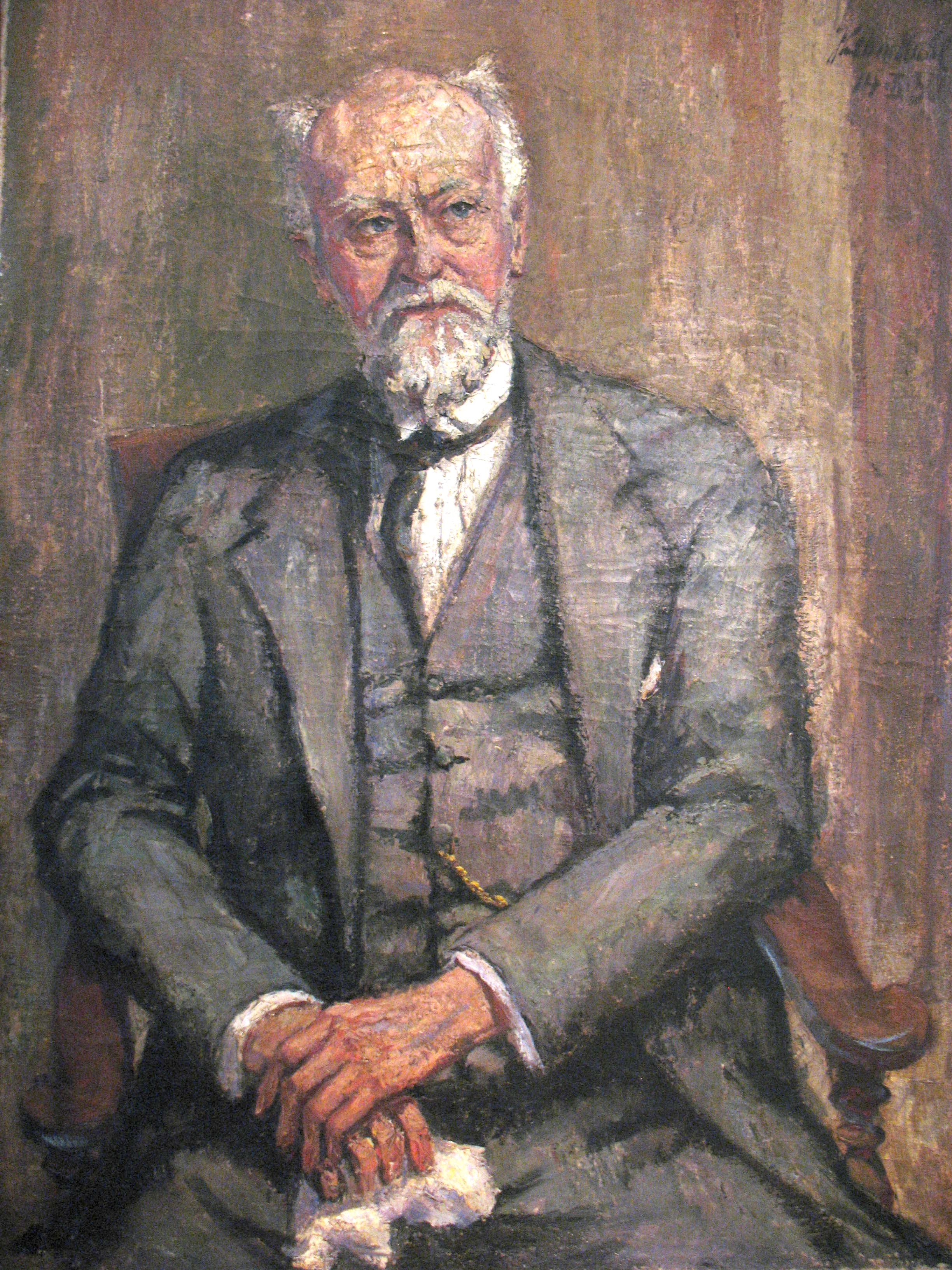
Nobelprijswinnaar Ludwig Quidde geschilderd door Hans Lehmkuhl

- Gustav Hartlaub (1814-1900), natuuronderzoeker, ornitholoog en arts
- Adolf Bastian (1826–1905), arts, ontdekkingsreiziger, schrijver en homo universalis.
- Hermann Ottomar Herzog (1832-1932), Amerikaans kunstschilder
- Adolf Lüderitz (1834-1886), koopman
- Frederik Sander (1847-1920), tuinbouwer
- Carl Georg Barkhausen (1848–1917), politicus
- Johann Heinrich Burchard (1852-1912), politicus
- Clemens Carl Buff (1853-1940), politicus
- Carl David Tolmé Runge (1856–1927), wiskundige
- Ludwig Quidde (1858-1941), pacifist en Nobelprijswinnaar (1927)
- John Meier (1864-1953), mediëvist en volkskundige
- Gustav Carl Luders (1865-1913), componist en dirigent
- Fritz Overbeck (1869–1909), kunstschilder
- Heinrich Vogeler (1872-1942), schilder, graficus, architect, ontwerper, docent, schrijver en socialist
- Karl Abraham (1877-1925), psychiater en psychoanalyticus
- Ernst Hoppenberg (1878-1937), zwemmer
- Clara Westhoff (1878-1954), beeldhouwster en schilderes
- Heinrich Barkhausen (1881 –1956), fysicus
- Hans Scharoun (1893-1972), architect
- Friedrich Ebert (1871–1925), politicus

### 1900–1909
- Wilhelm Wagenfeld (1900–1990), industrieel ontwerper
- Grete Hermann (1901-1984), wiskundige en filosoof
- Georg Ferdinand Duckwitz (1904-1973), diplomaat
- Alex Piorkowski (1904–1948), commandant van concentratiekamp Dachau
- Alexander Gode (1906-1970), Duits-Amerikaanse taalkundige en  vertaler
- Harald Genzmer (1909-2007), componist
- Hermann Heemsoth (1909-2006), schaker

### 1910–1919
- Heinrich Lehmann-Willenbrock (1911-1986), U-bootkapitein Kriegsmarine in Tweede Wereldoorlog
- Reinhard Hardegen (1913-2018), U-bootcommandant
- Karl Carstens (1914-1992), bondspresident van Duitsland (1979-1984)
- Dora Ratjen (1918-2008), atlete
- Marga Petersen (1919-2002), atlete

### 1920–1929
- Cato Bontjes van Beek (1920-1943), verzetsstrijdster die lid was van de groep Die Rote Kapelle
- Hans-Joachim Kulenkampff (1921-1998), presentator en acteur
- Bert Trautmann (1923-2013), voetbalkeeper
- Walter Brune (1926-2021), architect
- James Last (1929-2015), orkestleider

### 1930–1949

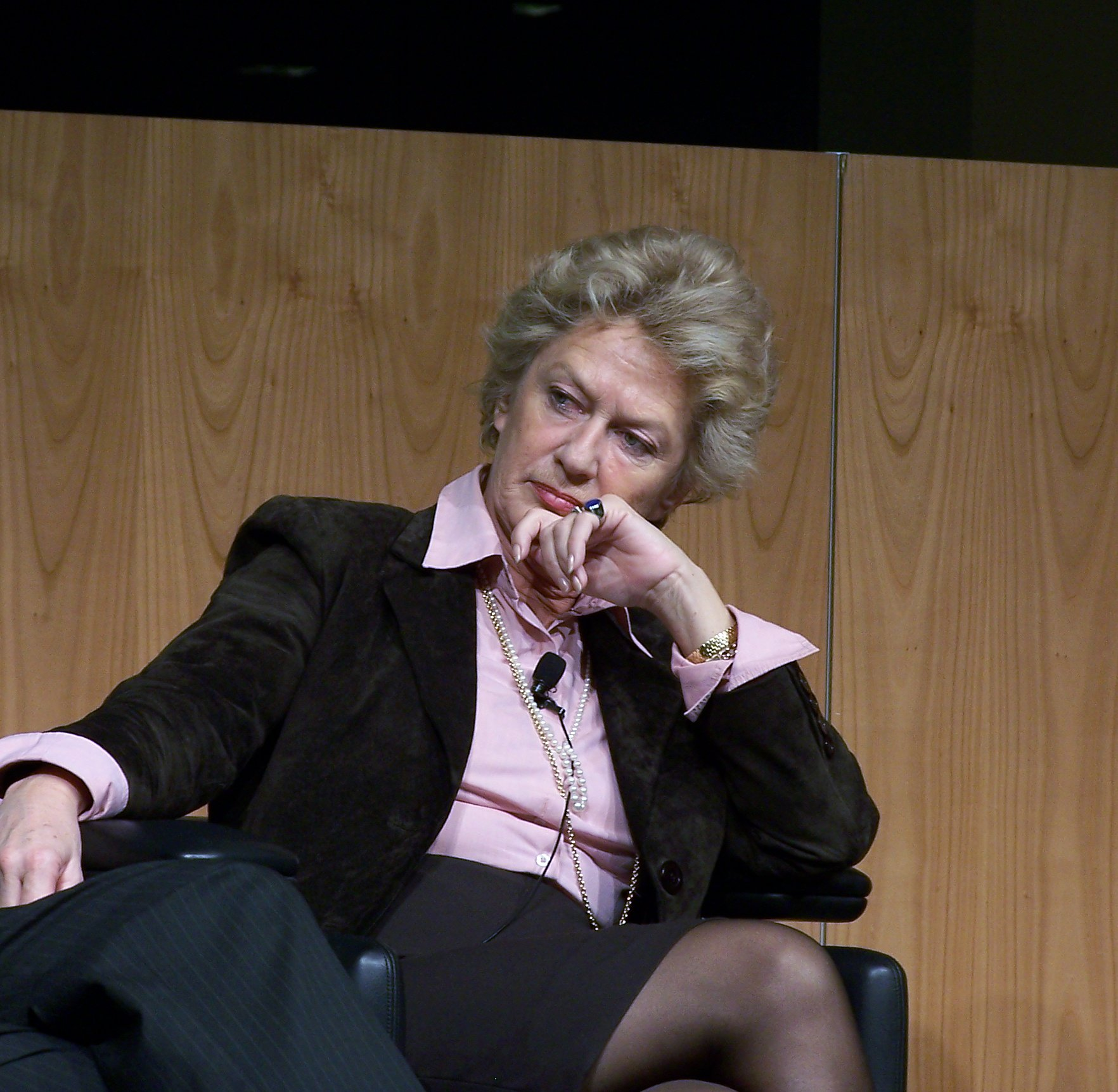
Politica Petra Roth (1944)

- Wolfgang 'Ronny' Roloff (1930–2011), schlagerzanger, componist en producent
- Claus Wilcke (1939), (sten)acteur
- Volker Spengler (1939-2020), acteur
- Petra Roth (1944), Duitse CDU-politica en burgemeester van Frankfurt (1995-2012)
- Jens Böhrnsen (1949), SPD-politicus en burgemeester&senaatsvoorzitter Bremen (2005-2015)
- Louis 'John Winter' Krages (1949-2001), autocoureur

### 1950–1969
- Dieter Burdenski (1950-2024), voetbalkeeper
- Klaus Kleinfeld (1957), manager en bestuurder (Siemens AG)
- Birgit Dressel (1960–1987), atlete
- Henning Lohner (1961), componist en filmmaker
- Gitta Kahle (1963) is een Duitse jazzmuzikante
- Bärbel Schäfer (1963), tv-presentatrice en producente
- Andreas Kappes (1965-2018), wielrenner
- Julia Boehme (1966), kinderboekenschrijfster
- David Safier (1966), scenarioschrijver en auteur
- Sven Strüver (1967), professioneel golfer

### 1970–1979
- Corinna May (1970), blinde zangeres
- Andree Welge (1972), dartspeler
- Georg Friedrich Ferdinand van Pruisen (1976), hoofd Huis Hohenzollern (Pruisische tak)
- Roman Fricke (1977), hoogspringer

### 1980–1989

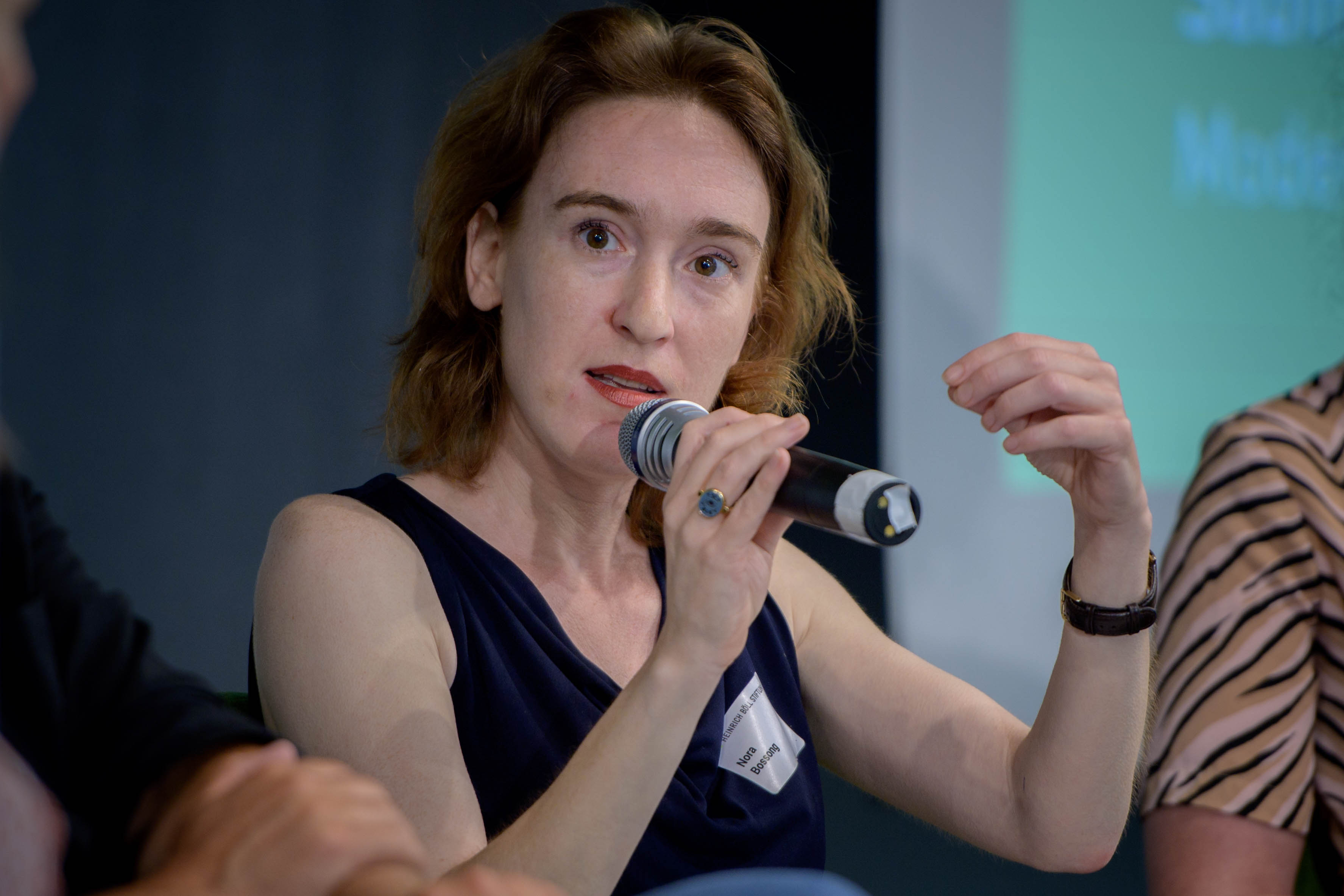
Schrijfster Nora Bossong (1982) gefotografeerd door Stephan Röhl

- Jan Böhmermann (1981), komiek, presentator, schrijver en producent
- Nora Bossong (1982), schrijfster
- Kathrin 'Coldmirror' Fricke (1984), webvideo-producent en presentator
- Angelique Kerber (1988), Pools-Duitse tennisspeelster
- Atiye Deniz Yilmaz (1988), Turkse popzangeres en songwriter

### 1990–1999
- Sven Jablonski (1990), voetbalscheidsrechter
- Kevin Behrens (1991), voetballer
- Terrence Boyd (1991), Amerikaans voetballer
- Julian von Haacke (1994), voetballer
- Gerrit Holtmann (1995), Duits-Filipijns voetballer
- Julian Brandt (1996), voetballer
- Michelle Ulbrich (1996), voetbalster
- Florian Wellbrock (1997), zwemmer
- Pia-Sophie Wolter (1997), voetbalspeelster
- Jette Behrens (1998), voetbalster
- Nina Lührßen (1999), voetbalster

### Vanaf 2000
- Luca Plogmann (2000), voetbaldoelman
- Nick Woltemade (2002), voetballer
- Niklas Behrens (2003), wielrenner
- Almugera Kabar (2006), voetballer

## Overleden in Bremen

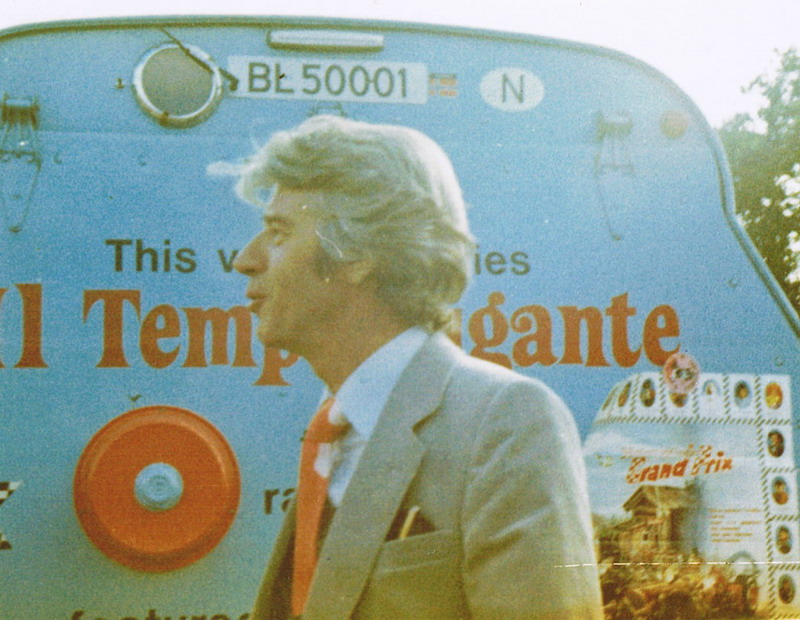
Showman Rudolf Kesselman, beter bekend als Rudi Carrell in 1976

- Adam van Bremen (11e eeuw), kroniekschrijver, geestelijke en theoloog
- Clamor Heinrich Abel (Hünnefeld, 1634-1696), componist en gambist
- Carl Friedrich Roewer (Neustrelitz, 1881-1963), hoogleraar en arachnoloog
- Carl Borgward (Altona, 1890–1963), zakenman en autobouwer
- Hans Hee (São Paulo, 1924-2009), auteur, componist en tekstdichter
- Rudolf Wijbrand Kesselaar (Alkmaar, 1934-2006), entertainer, zanger, showmaster, filmproducent en acteur
- Horst-Dieter Höttges (Mönchengladbach, 1943-2023), voetballer
- Dieter Burdenski (1950-2024), voetbalkeeper